# Traktat o ograniczeniu podziemnych prób broni jądrowej
Traktat o ograniczeniu podziemnych prób broni jądrowej (ang. Treaty on the Limitation of Underground Nuclear Weapon Tests lub Threshold Test Ban Treaty w skrócie TTBT, ros. Договор об ограничении подземных испытаний ядерного оружия) – umowa międzynarodowa między USA i ZSRR podpisana 3 lipca 1974 w Moskwie. Jak głosi wstęp, Traktat uzupełnia zawarte wcześniej Układ o zakazie prób broni nuklearnej w atmosferze, w przestrzeni kosmicznej i pod wodą oraz Układ o nierozprzestrzenianiu broni jądrowej.
Traktat wprowadził zakaz podziemnych wybuchów jądrowych powyżej 150 kiloton trotylu począwszy od 31 marca 1976 r. i zobowiązał strony do zmniejszenia ilości ograniczonych prób. Ratyfikacja została odwleczona, Związek Radziecki ratyfikował traktat 9 października 1990 r. Stany Zjednoczone 8 grudnia 1990 r. 11 grudnia 1990 r. w Houston nastąpiła wymiana dokumentów ratyfikacyjnych, co zgodnie z art. 4 oznaczało nabranie mocy. Wedle art. 5 obowiązuje przez 5 lat i jest samoistnie przedłużany o dalsze pięcioletnie okresy, chyba że jedna ze Stron powiadomi drugą o  wygaśnięciu najpóźniej sześć miesięcy przed upływem takiego okresu. Strona może też wypowiedzieć Traktat, gdy uzna że wymaga tego zagrożenie jej najwyższych interesów, o ile powiadomi o tym z sześciomiesięcznym wyprzedzeniem. 
Szczegóły określa Protokół dodany do Traktatu, podpisany 1 czerwca 1990 r. w Waszyngtonie.
Zgodnie z art. 3 Traktatu nie obejmuje on podziemnych wybuchów jądrowych przeprowadzanych w celach pokojowych, zasady których ustalił układ, podpisany w Moskwie i Waszyngtonie 28 maja 1976 r. zwany Peaceful Nuclear Explosions Treaty (PNET). Obowiązuje on na tej samej zasadzie samoistnego przedłużania co 5 lat, z możliwością wypowiedzenia na 6 miesięcy przed upływem każdego okresu. Również do niego w 1990 dodano Protokół uzupełniający. Ratyfikowany został razem z Traktatem z 1974 r.